# 지란지교소프트
지란지교소프트(Jiransoft)는 '업무환경을 편리하면서도 안전하게'라는 미션 아래 정보유출방지(DLP), 업무 효율 및 관리 솔루션을 주요 사업영역으로 하는 기업이다. 2015년 7월 (주)지란지교에서 분사했으며 기업용(B2B) 제품을 제공하고 있다. 현재 사업장은 성남시와 대전광역시 두 곳에 있다.

## 주요제품
- 오피스키퍼: 정보유출방지 솔루션(DLP)
- 나모에디터: 업무용 웹 기반 솔루션
- J멤버십 보관됨 2022-12-07 - 웨이백 머신: 다양한 솔루션을 하나의 멤버십으로 월 구독하는 서비스

## 자회사
- 지란지교데이터 : 2020년 4월, 지란지교소프트 내 개인정보보호센터가 지란지교데이터로 분사하였으며 지란지교소프트 자회사로 편입하였다. 주 사업은 PC필터, WEB필터와 같은 개인(민감)정보보호 SW제품으로 하고 있다.

## 관계사
- 지란지교: 1994년 창립, 계열사관리와 해외사업을 주력으로 하고 있다.
- 지란지교시큐리티: 2014년 1월에 지란지교의 보안사업부문을 물적분할하여 설립한 보안솔루션 개발전문기업이다.
- 지란지교에스앤씨: 2011년 9월 설립. 보안솔루션 유통과 보안컨설팅(ISMS, PIMS, ISO27001)을 수행하고 있다.
- JIRANSOFT JAPAN: 2011년 7월 설립, 각 계열사 제품의 일본현지화 및 솔루션유통을 담당하고 있다.
- 지란지교컴즈 : 2016년 1월 1일 설립, 쿨메신저 및 학교통합플랫폼 서비스를 담당하고 있다.[1]

## 인용
- 추가영 기자 | 한국경제 | 지란지교소프트 분할...sw사업집중[2] 모회사 지란지교는 해외사업 총괄 분할되는 신설법인은 PC 개인정보보호, 자녀 PC 및 스마트폰 안심사용 솔루션, 업무용 메신저, 기업용 PC보안 솔루션 등 기존 주력사업을 유지한다. 회사명도 기존의 지란지교소프트를 그대로 사용한다.
- 오다인 기자 | 전자신문 | 지란지교데이터 출범...지란지교소프트 개인정보보호센터서 분사 지란지교소프트 개인정보보호센터가 분사해 지란지교데이터가 출범했다. 지란지교소프트는 보안이 강화된 업무용 서비스 제공을 사업 분야로 하며, 모든 제품군은 클라우드형 서비스로 판매하고 구축형은 구독형 판매 정책으로 전환해 기업간(B2B) 서비스형소프트웨어(SaaS) 기업으로 성장한다.
- 이유정 기자 | IT조선 | 지란지교그룹, 판교 시대 연다...제2테크노밸리로 사옥 이전 지란지교그룹이 판교 제2테크노밸리 소재 신사옥 '인피니티 타워'로 이전했다. 이번 이전을 통해 지란지교그룹의 12개 계열사 및 자회사가 신사옥으로 집결해 임직원 450명이 신사옥에서 근무하게 된다. 주요 계열사 및 자회사로는 ▲지란지교소프트 ▲지란지교시큐리티 ▲지란지교데이터 ▲모비젠 등이 있다.